# Hårsäcksinflammation
Hårsäcksinflammation, eller follikulit, är mycket vanligt. De flesta får någon gång enstaka follikuliter på benen och armarna eller i ansiktet. 

## Sjukdomsbild
Hårsäcksinflammationer liknar små finnar eller kvisslor. De yttrar sig som små knottror eller varfyllda blåsor, och tittar man noga efter ser man ofta ett litet hårstrå mitt i utslaget. Inflammationen kan ge upphov till mer eller mindre klåda. Det tycks som om follikuliter är vanligare hos personer med ärftlig benägenhet för allergiska reaktioner, till exempel atopiskt eksem (böjveckseksem). Att tänka på är att man inte bör pilla med nålar eller dylikt för att försöka få ut hårstrået. Det kan förvärra infektionen och ge upphov till ärrbildning.

## Sjukdomsorsak
Orsaken är en rubbning i samspelet mellan de hudbakterier och jästsvampar som finns naturligt på huden, så kallad normalflora. Rubbningen leder till att mer aggressiva bakterier eller svampar kan växa till och orsaka små inflammationer vid hårsäckarnas öppningar. Detta kan ske vid nedsatt allmäntillstånd, infektioner, efter användning av feta krämer, sololjor eller att huden under en längre tid varit varm och svettig. Antibiotikabehandling stör bakteriejämvikten och kan därmed vara utlösande orsak. Kortisonbehandling kan också ligga bakom. Rakar man sig för tätt har bakterierna eller jästsvamparna ofta lättare att växa till i hårsäckarnas öppning. Därför bör man vara försiktig vid rakning om besvären är återkommande.
Bakteriella hårsäcksinflammationer kan uppstå var som helst på kroppen och orsakas vanligen av stafylokocker, vilka utnyttjar ett sår för att ta sig in i huden. Av svamparna är det oftast Pityrosporon ovale som ger upphov till follikulit. Dessa är vanligen lokaliserade till rygg, bröst och axlar och brukar omges av en betydande rodnad och klia mycket kraftigt.

## Behandling
Tillståndet kan ibland fordra behandling, vilken på grund av sjukdomens envishet och långdragenhet kräver tålamod. Eftersom de bakterier och svampar som orsakar inflammationen alltid finns på huden kan man inte bli helt av med dem. Därmed finns risken för att besvären återkommer. 
God hygien är viktigt. Kläder och handdukar bör tvättas ofta, och vid bad och dusch kan tvållösningar eller schampon med antibakteriella egenskaper ordineras. Samtidigt bör man inte överdriva – uttorkning av huden gör det lättare för mikroorganismer att bryta igenom den. 
Den medicinska behandlingen består av tvättning med antiseptiskt klorhexidinpreparat; skall mjukgörande kräm användas bör den innehålla propylenglykol som också det har antibakteriell verkan. Misstänks jästsvampen Pityrosporon ligga bakom ordineras läkemedel mot sådana. Visar odling att orsaken är stafylokocker kan en antibiotikasalva behövas.  Det är viktigt att behandla regelbundet efter det schema som läkaren ordinerat. Slutar man för tidigt finns risk för återfall.
Vid svårare fall kan bedömning och behandling behöva utföras vid hudklinik. 